# Kampot (plaats)
Kampot is een stad in Cambodja en is de hoofdplaats van de provincie Kampot.
Kampot telt ongeveer 48.000 inwoners.
De stad is gelegen langs de Kampot rivier op enkele kilometers van de Golf van Thailand. Voor de oorlog stond Kampot voornamelijk bekend om haar beroemde zwarte peper welke nog altijd wijd verspreid door Cambodja te vinden is. Kampot is de uitvalsbasis voor dagtrips naar het Dâmrei gebergte en met name de berg Bokor, bekend van het vervallen casino.
Het straatbeeld van het oude centrum van Kampot kenmerkt zich door de Franse koloniale bouwstijl die na de oorlog in zwaar verval is geraakt. Nabij het slaperige stadje zijn onder meer een privaat beheerde dierentuin en meerdere grotten en watervallen te bezoeken.

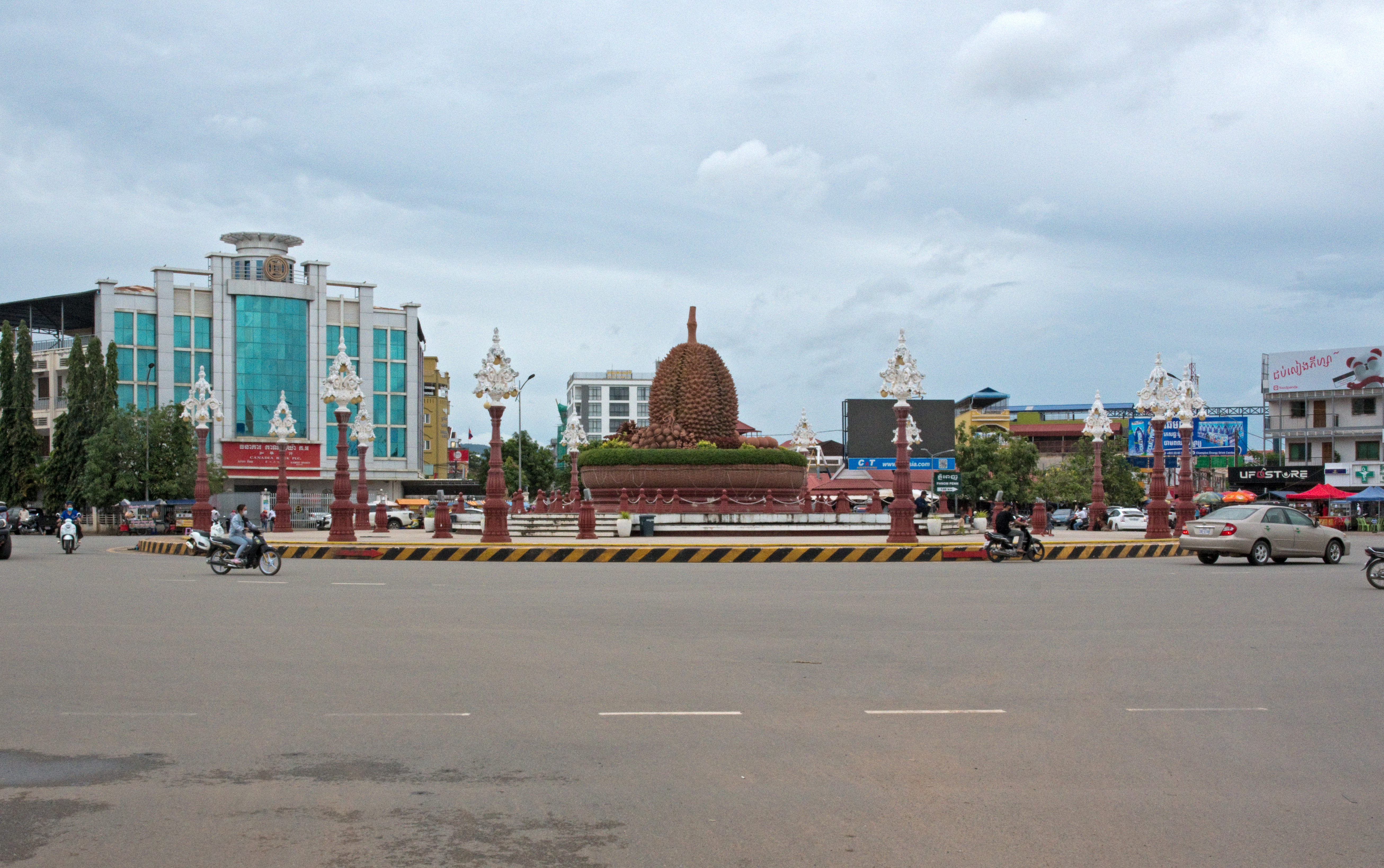
De Doerianrotonde in het centrum van Kampot (augustus 2022)